# Porkohászat

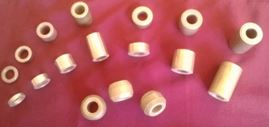
Porkohászati úton előállított bronzhüvelyek

A porkohászat olyan eljárás, amely fél- és készterméket állít elő fémporokból. A porkohászati eljárásokkal azonban lehetőség van olyan anyagok keverésére is, amelyek normál ötvözéssel és más eljárásokkal nem elegyíthetők, sőt fémes és nemfémes anyagokat is lehet keverni. Az eljáráshoz megfelelő finomságú porokat állítanak elő, ezeket a kívánt összetételnek megfelelő arányban összekeverik, és az így előállított alapanyagot hidegen összesajtolják, végül adott hőmérsékleten hőkezelik (zsugorítják). További előnye a technológiának az, hogy méretpontos, jó minőségű termékek állíthatók elő vele. Hátránya a porkohászatnak az, hogy az előállítható darabok általában csak kisebb méretűek lehetnek, az eljárás viszonylag drága, és ezért csak tömegtermelésben lehet gazdaságos.
A legtipikusabb porkohászati úton előállított termékek az izzólámpák volfrám izzószálának a kiinduló anyaga, a villamos motorok keféi, mágnesek, kis súrlódási tényezőjű, önkenő csapágyanyagok, belső égésű motorok dugattyúgyűrűi, forgácsolószerszámok keményfém lapkái stb.
A porkohászati technológia főbb lépései:
- fémporok előállítása,
- sajtolás,
- zsugorítás.

## Fémporok előállítása
A fémporok előállítása több módszerrel is lehetséges: mechanikus módszerekkel, folyékony fémek porlasztásával, fémoxid-porok redukálásával, fémsó-oldatok elektrolízisével, párologtatással, termikus bontással stb. A porokat színfémekből, ötvözetekből és nemfémes anyagokból (például grafit, fém-oxidok, fémkarbidok) állítják elő. A szemcseméretet általában 0,1–400 μm körüli értékre állítják be. A szemcsék alakja erősen függ az előállítási módszertől: gömb, elnyúlt, szabálytalan, és lehet porózus szerkezetű is. 
- Mechanikus aprítás. A mechanikus módszerek közé a forgácsolás és az őrlőmalmokban történő aprítás tartozik. A forgácsolási módszerekkel előállított forgácsot ritkán használják fel közvetlenül, többnyire további őrlésre van szükség. A ridegebb fémeket és ötvözeteket golyós vagy kalapácsos malmokban, más fémeket döngölő vagy örvényáramú malmokban őrlik. A módszerrel 0,02–0,4 mm méretű szemcséket állíthatnak elő.
- Porlasztás. A porlasztás általában a kisebb olvadáspontú fémeknél jöhet szóba (ón, ólom, cink, alumínium stb.). Az eljárás során a fémet vagy ötvözetet megolvasztják, majd gyorsan forgó tárcsára öntik, miközben sűrített levegővel vagy gőzzel porlasztják. A kapott szemcsék mérete hasonló a mechanikus módszerekkel előállított szemcsékéhez.
- Fémoxidok redukálása. A módszert főleg volfrám és molibdén gyártásakor használják. A kiinduló anyag a fém por alakú oxidja, amit hidrogénatmoszférában redukálnak. Az eljárás előnye az, hogy nagy tisztaságú fémpor állítható el vele. Redukciós módszer a karbonil-eljárás is. A vas, a nikkel és a kobalt nagy nyomáson és hőmérsékleten a szén-monoxiddal karbonilvegyületet alkot, ami normál körülmények között könnyen szétbomlik mikrométer nagyságrendű fémporrá és szén-monoxiddá.
- Elektrolízis. Az eljárást általában rézpor előállítására használják. Kis fémion-koncentráció, kis hőmérséklet és nagy áramsűrűség esetén a réz a katódon finom por alakjában válik ki. A szemcsenagyságot a fenti paraméterek változtatásával lehet beállítani.

## Fémporok hidegsajtolása
Az előállított fémporokat sajtolás előtt különböző előkészítő műveleteknek vetik alá. A porkohászati technológiáknál fontos a szemcsék optimális mérete. Általában kedvező a durva és finom por keveréke. Ezért az első lépés a porok osztályozása, amit szitasorozatokkal vagy légszeparátorokkal végeznek. A sajtolás előtt szükség lehet a szemcsék lágyítására is. A semleges vagy redukáló atmoszféra alkalmazása általános. Az előkészítés utolsó fázisa a kívánt kémiai összetételű „ötvözet” kikeverése. Ezt keverődobokban vagy golyós malmokban végzik. A sajtolásra kerülő porhoz a művelet megkönnyítésére kenőanyagként gyakran olajat, glicerint vagy benzint kevernek.
A sajtolást mechanikus vagy hidraulikus működtetésű sajtón végzik, a sajtolónyomás 100–1000 MPa. Ritkán hengerléssel és kisajtolással is végezhetik a por tömörítését. A sajtolószerszám méretezésekor figyelembe kell venni, hogy a sajtolás után a szemcsék rugalmas visszarugózása következtében és a sajtolást követő hőkezelés során is módosulnak a darab méretei. Gyakran szándékosan alkalmaznak ráhagyásokat, a sajtolás utáni kalibrálás vagy forgácsolás számára.
A sajtolt darab tömörsége, szilárdsága erősen függ a sajtolónyomástól, illetve annak eloszlásától a darabon belül. Amennyiben kisebb tömörségű, porózus termék előállítása a cél, kisebb (100–300 MPa) nyomással dolgoznak, a nagy sűrűségű gyártmányokat nagyobb sajtolónyomással (max. 1000 MPa) alakítják. Az egyenletes tömörítés szempontjából általában kedvezőbb a kétoldali sajtolás. Fontos szempont, hogy a sajtolt termék olyan szilárdságú legyen, hogy a zsugorításig eltelt időt törés, repedés nélkül elviselje.

## Zsugorítás

Két szemcse kapcsolódása

A porkohászati technológiákkal előállított termékek – majdnem – végleges tulajdonságukat a sajtolás utáni következő hőkezelés (zsugorítás, szinterezés) során kapják meg. A hőkezelés hőmérsékletének a fémpor keverék legkisebb olvadásponttal rendelkező fém olvadáspontja alatt kell lennie. Egykomponensű por esetén a hőmérsékletet a T = (0,65…0,75)·Tolv összefüggés szerint állapítják meg. A hőkezelés időtartama a keveréktől és a méretektől függően 0,5–8 óra között lehet. A zsugorítás során keletkezhet némi folyékony fázis, és a szemcsék újrakristályosodással, diffúzióval mintegy átnőnek egymásba, illetve kohéziósan kapcsolódnak egymáshoz. A zsugorítás mindig redukáló atmoszférában történik, hogy elkerüljék a szemcsék oxidálódását.
A zsugorítási művelet révén nő a termék sűrűsége, méretei csökkennek, fizikai és szilárdsági tulajdonságai megváltoznak. A sajtolás utáni porózus, törékeny szerkezetből tömör, fényes, fémes darab válik. A zsugorítást követően a darabokat vagy közvetlenül felhasználhatják, vagy pontos alakjukat és méreteiket kalibrálással vagy forgácsolással pontosítják. A kalibrálás előnye a felületi rétegek tömörödése.